# Chênex
Chênex (se prononce Chêné) est une commune française située dans le département de la Haute-Savoie, en région Auvergne-Rhône-Alpes.

## Géographie
La commune de Chênex est située dans le département de la Haute-Savoie et la région Rhône-Alpes. La commune s'étend sur 5,4 km2 sur le versant nord de la montagne de Sion et compte 730 habitants au dernier recensement de 2013 ; elle est située à 2 km au sud-ouest de Valleiry, la plus grande ville des environs.

### Communes limitrophes
Les communes limitrophes sont  Dingy-en-Vuache, Jonzier-Épagny, Valleiry, Vers et Viry.
Située à 506 m d'altitude, le Ruisseau de Chênex est le principal cours d'eau qui traverse la commune de Chênex. La commune est proche du parc naturel régional du massif des Bauges.

## Urbanisme

### Typologie
Au 1er janvier 2024, Chênex est catégorisée commune rurale à habitat dispersé, selon la nouvelle grille communale de densité à sept niveaux définie par l'Insee en 2022.
Elle est située hors unité urbaine. Par ailleurs la commune fait partie de l'aire d'attraction de Genève - Annemasse (partie française), dont elle est une commune de la couronne,. Cette aire, qui regroupe 158 communes, est catégorisée dans les aires de 700 000 habitants ou plus (hors Paris),.

### Occupation des sols
L'occupation des sols de la commune, telle qu'elle ressort de la base de données européenne d’occupation biophysique des sols Corine Land Cover (CLC), est marquée par l'importance des territoires agricoles (66,4 % en 2018), en diminution par rapport à 1990 (73,3 %). La répartition détaillée en 2018 est la suivante : 
terres arables (52,1 %), forêts (26,1 %), zones agricoles hétérogènes (14,3 %), zones urbanisées (7,5 %).
L'IGN met par ailleurs à disposition un outil en ligne permettant de comparer l’évolution dans le temps de l’occupation des sols de la commune (ou de territoires à des échelles différentes). Plusieurs époques sont accessibles sous forme de cartes ou photos aériennes : la carte de Cassini (XVIIIe siècle), la carte d'état-major (1820-1866) et la période actuelle (1950 à aujourd'hui).

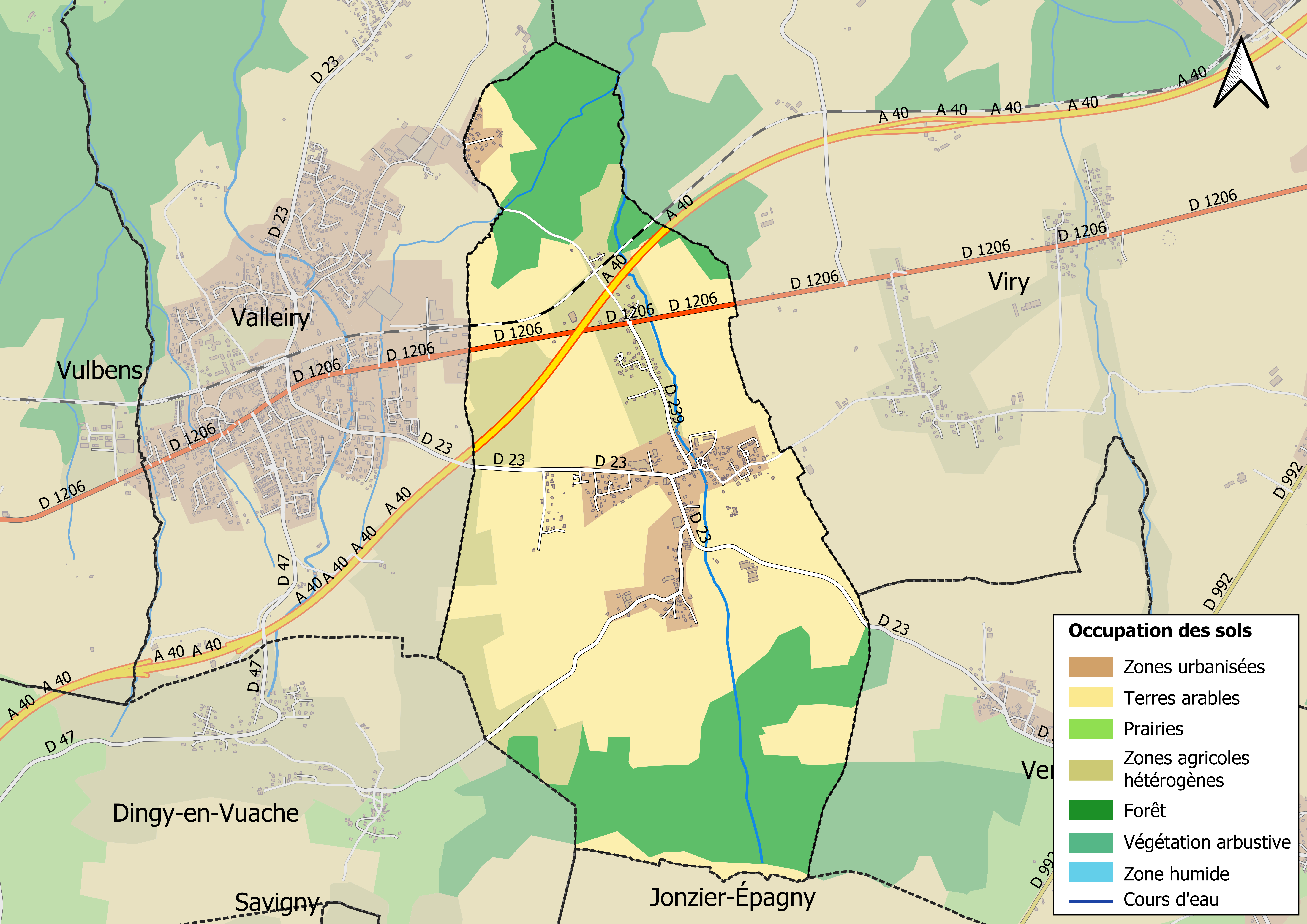
Carte des infrastructures et de l'occupation des sols en 2018 (CLC) de la commune.
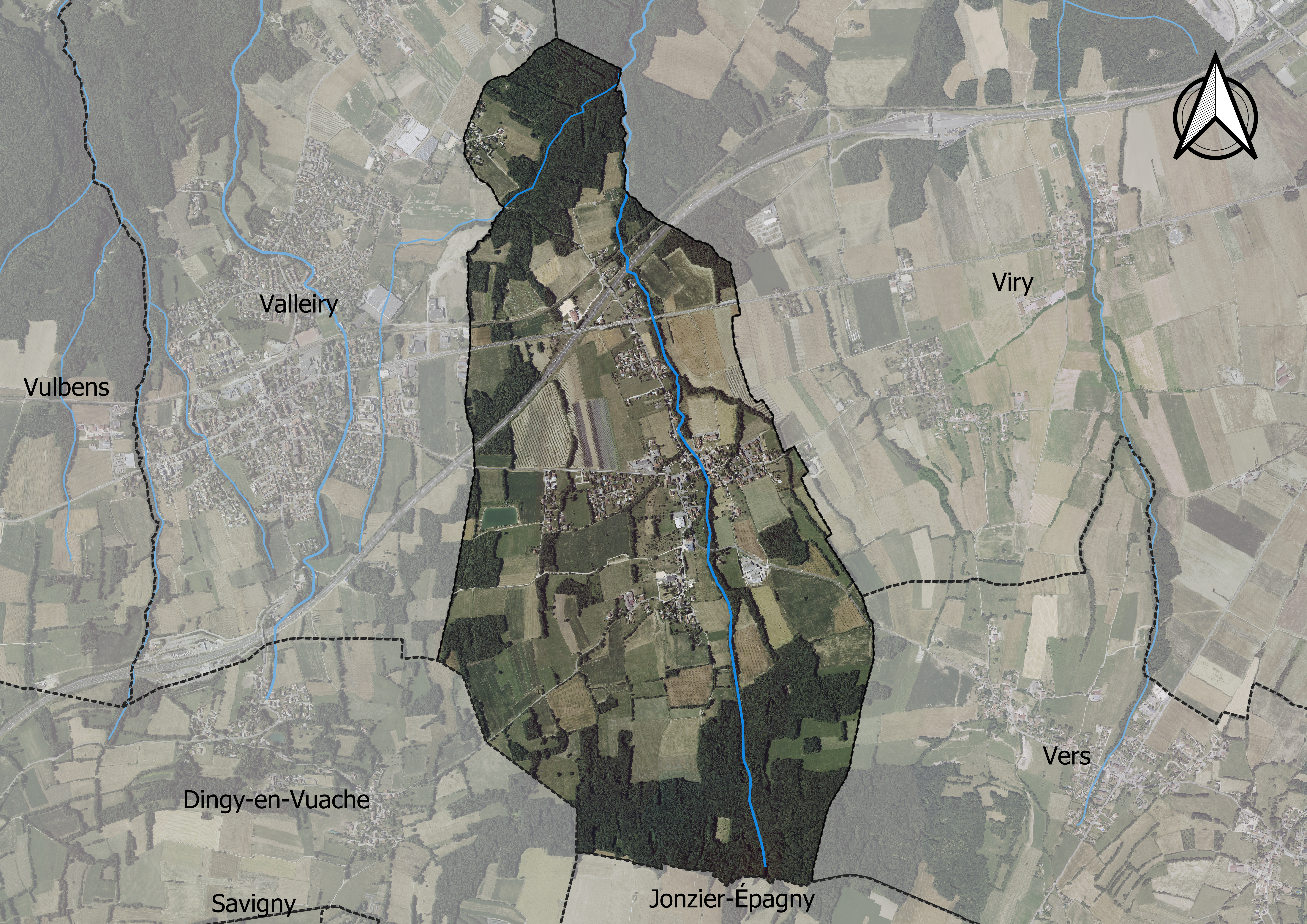
Carte orthophotogrammétrique de la commune.

## Toponymie
Le nom de la commune se prononce Chênè. Pour les noms multisyllabiques, « x » indique l’accentuation sur la dernière syllabe le différenciant avec le z final qui sert à marquer le paroxytonisme et ne devrait pas être prononcé dans la langue d'origine.
En francoprovençal, le nom de la commune s'écrit Shéné, selon la graphie de Conflans.

## Histoire
Au Moyen Âge, Chênex (alors écrit Chainays ou Chesnay) est une seigneurie du bailliage du Genevois appartenant au duché de Savoie. Ce duché devient en 1720 une partie du royaume de Sardaigne.
Au cours des guerres révolutionnaires, la commune devient française en septembre 1792 comme tout le duché de Savoie. De 1798 à 1815, Chênex fait partie du département du Léman dont le chef-lieu est Genève. Après la défaite de Napoléon Ier à Waterloo conduisant à la fin du Premier Empire, le traité de Paris de 1815  restitue le duché de Savoie au royaume de Sardaigne. Aux termes du traité de Turin de 1816 fixant la frontière avec la Confédération helvétique, la partie septentrionale du territoire de la commune (à savoir le hameau de la Boutique) est intégrée dans la « zone sarde », zone de libre-échange avec la Suisse qui deviendra après 1860 et le rattachement de la Savoie à la France la zone franche de la Haute-Savoie toujours en vigueur aujourd'hui.

## Politique et administration
| Période                                  | Période   | Identité            | Étiquette | Qualité                                |
| ---------------------------------------- | --------- | ------------------- | --------- | -------------------------------------- |
| mars 1977                                | mars 2008 | André Duval         | SE        | ...                                    |
| mars 2008                                | En cours  | Pierre-Jean Crastes | SE        | Président de la Communauté de communes |
| Les données manquantes sont à compléter. |           |                     |           |                                        |

## Démographie
L'évolution du nombre d'habitants est connue à travers les recensements de la population effectués dans la commune depuis 1793. Pour les communes de moins de 10 000 habitants, une enquête de recensement portant sur toute la population est réalisée tous les cinq ans, les populations de référence des années intermédiaires étant quant à elles estimées par interpolation ou extrapolation. Pour la commune, le premier recensement exhaustif entrant dans le cadre du nouveau dispositif a été réalisé en 2005.

En 2022, la commune comptait 790 habitants, en évolution de −2,71 % par rapport à 2016 (Haute-Savoie : +6,01 %, France hors Mayotte : +2,11 %).
| 1793 | 1800 | 1806 | 1822 | 1838 | 1848 | 1858 | 1861 | 1866 |
| ---- | ---- | ---- | ---- | ---- | ---- | ---- | ---- | ---- |
| 131  | 159  | 164  | 200  | 248  | 285  | 281  | 263  | 278  |

| 1872 | 1876 | 1881 | 1886 | 1891 | 1896 | 1901 | 1906 | 1911 |
| ---- | ---- | ---- | ---- | ---- | ---- | ---- | ---- | ---- |
| 288  | 280  | 272  | 302  | 257  | 252  | 241  | 240  | 223  |

| 1921 | 1926 | 1931 | 1936 | 1946 | 1954 | 1962 | 1968 | 1975 |
| ---- | ---- | ---- | ---- | ---- | ---- | ---- | ---- | ---- |
| 247  | 250  | 229  | 243  | 219  | 210  | 224  | 249  | 279  |

| 1982 | 1990 | 1999 | 2005 | 2006 | 2010 | 2015 | 2020 | 2022 |
| ---- | ---- | ---- | ---- | ---- | ---- | ---- | ---- | ---- |
| 327  | 364  | 365  | 461  | 456  | 616  | 806  | 807  | 790  |

## Culture locale et patrimoine

### Lieux et monuments
- Église de l'Assomption-de-Marie, église de style néo-roman construite en 1881.

### Personnalités liées à la commune
- Mgr Léon-Étienne Duval, archevêque d'Alger, cardinal (1903- 1996).

Le 30 mai 1996, mourait à Alger le cardinal Léon-Étienne Duval. Né à Chênex en 1903, il entra au petit séminaire de La Roche-sur-Foron qu’il quitta en 1921 pour le Grand Séminaire d'Annecy. Après un passage à Rome, il devint vicaire de Saint-Gervais puis enseigna au grand séminaire en 1928. Vicaire général du diocèse d’Annecy pendant la guerre, il fut nommé évêque de Constantine en 1946 puis évêque d’Alger en 1954.
- Mgr Joseph Duval, archevêque de Rouen.

### Héraldique
| Armes de Chênex | Les armes de Chênex se blasonnent ainsi : De gueules à un loup passant d'argent, la taille prise dans le dernier anneau d'une chaine de quatre d'or en pal mouvant du chef. |